# 挟天子以令诸侯
挟天子以令诸侯，又称为奉天子以令不臣，最原始的意思是挟制着天子，用天子的名义向天下诸侯发号施令，類似句子在漢末三國時期多次出現，现在的意思为用领导人的名义，指挥别人做事。

## 語源

### 春秋
「夾輔周室」之說法最早出自《左传·鲁僖公四年》。鲁僖公四年（西元前656年）春天，齊桓公以諸侯之師攻打蔡國，蔡國戰敗，於是齊國就攻打楚國，楚成王就遣使對齊師說：「貴國處於北海，寡人處於南海，是風馬牛不相及。何故貴國要涉入吾地？」，管仲回應說：「從前召康公命我先君大公說：『五侯九伯，你要征服他們，以挾輔周室。』」，此處「挾」是輔助之意思，並非挾持、挾制之意。

### 戰國
張儀先後勸說秦惠文王及秦武王東攻周室，挾天子以令於天下。

### 漢末三國
東漢末年天下大亂，漢帝先後被十常侍、何進、董卓、李傕和郭汜等爭來奪去。「挾天子而令諸侯」一句則出自漢末三國時期多番遊說。例如據《後漢書·袁紹傳》與《三國志·袁紹傳》，沮授遊說袁紹曰：「今州城粗定，兵強士附，西迎大駕（漢獻帝），即宮鄴都，挾天子而令諸侯，蓄士馬以討不庭，誰能禦之？」最終曹操奉漢獻帝遷都許昌，控制了漢獻帝。同時還獲得了原漢室大批官員，也贏得了當時大批文人士子歸心，此等人為曹操出謀劃策，使曹操能最終平定北方。當時其他變體有：
- s:三國志/卷10#賈詡：奉國家以征天下、奉天子以令天下
- s:三國志/卷11#張範：張承：挾天子以令天下
- s:三國志/卷12#毛玠：奉天子以令不臣
- s:三國志/卷13#鍾繇（司馬彪《戰略》註釋）傅幹：奉天子誅暴亂
- s:三國志/卷35#諸葛亮隆中對：挾天子而令諸侯
- s:三國志/卷54#周瑜：東吳群臣：挾天子以征四方